# 岡山後楽園バス
岡山後楽園バス（おかやまこうらくえんバス）は宇野自動車が運行する、岡山駅と岡山県立美術館・後楽園を結ぶシャトルバス。2017年4月27日運行開始。

## 概要
岡山大学地域総合研究センターが主宰する産学連携の研究組織「岡山まちとモビリティ研究会」において、岡山を代表する観光地へのアクセスや観光振興などの観点から、バス事業者らに「岡山駅と後楽園等を結ぶバス」の運行を提案。同会の会員となっているバス事業者5社（両備ホールディングス、岡山電気軌道、下津井電鉄、八晃運輸、宇野自動車）のうち、宇野自動車がこの提案に応じる形で運行を開始したものである。
運行に当たって、宇野自動車は専用のラッピングバスを用意。車内無料Wi-Fiを設置した大型ワンステップバスで、座席数は35席。停留所は「岡山駅（1番のりば）」「岡山県立美術館」「後楽園」のみとした。運賃は現金の他、ICカード「Hareca」での決済にも対応するが、宇野自動車がスルッとKANSAI非加盟のため、交通系ICカード全国相互利用サービス対応の各カードでの相互利用は出来ない。
なお、岡山駅と後楽園の間はこれまで岡山電気軌道が18系統（岡山駅 - 後楽園 - 藤原団地方面）を運行しているほか、東山本線（軌道線）城下停留場を最寄りとして案内しており、これらと競合する形となった。岡山電気軌道は「岡山後楽園バス」運行開始の同日（2017年4月27日）からノンストップ系統「後楽園経由蓬莱橋・夢二郷土美術館行き」を新設。同年10月には中型バスの屋根の4割を超硬質ポリカーボネート材にした「スカイビューバス」を投入するなど、後楽園への交通手段が多彩になっている。

## 沿革
- 2017年（平成29年）4月27日：運行開始。当時の片道運賃は大人140円（平行する岡電バスと同額）。
- 2018年（平成30年）2月1日：片道運賃を100円（小児、障がい者手帳所持者は50円）に値下げ[5]。